# Піраміда Сонця
Піраміда Сонця — найбільша будівля міста Теотіуакан і одна з найбільших у Месоамериці. Розташовується між пірамідою Місяця і Цитаделлю в тіні масивної гори Серро-Гордо, є частиною великого храмового комплексу. Висота піраміди 64,01 метра (200 футів)

## Історія
Назва Піраміда Сонця походить від ацтеків, які відвідували місто Теотіуакан через століття після того, як воно було занедбане; ім'я, дане піраміді теотіуканцями, невідоме. Будівництво проходило у дві фази. Перший етап будівництва, близько 200 р. н. е., привів піраміду майже до таких розмірів, як вона є сьогодні. Унаслідок другого етапу будівництва її загальний розмір склав 225 метрів (738 футів) у ширину і 75 метрів (246 футів) висотою.

## Сучасні дослідження
Широкомасштабні дослідження піраміди були зроблені в 1906 році Леопольдо Батрес за наказом президента Порфіріо Діаса. Одночасно ставилася мета підкреслити культурне багатство мексиканського народу, виражене в його доіспанських пам'ятках, і підготуватися до святкування 100-річного ювілею мексиканської незалежності в 1910.
У 1971 році були зроблені нові розкопки і дослідження, які виявили під пірамідою Сонця тунель, створений руками людини, що веде до «печери», розташованої в 6 метрах від поверхні землі, прямо під центром піраміди. Спочатку вважалося, що тунель має природне походження (прохід, сформований потоком лави), а печера є легендарною Чікомосток, прабатьківщиною всіх людей (згідно з ацтецькою міфологією). Однак останні розкопки показали, що тунель і печера були побудовані людьми і служили, можливо, царською усипальницею.

## Конструкція і орієнтація піраміди
Основа піраміди становить 0,9701107 розміру Великої Піраміди в Гізі.
Піраміда Сонця є третьою за розміром пірамідою у світі після Великої Піраміди в Чолулу, Мексика та Піраміди Хеопса в Гізі, Єгипет.
Орієнтація піраміди, можливо, має деяке антропологічне значення. Вона орієнтована трохи на північний захід від точки горизонту, в якій заходить Сонце два дні в році — 12 серпня та 29 квітня. День 12 серпня примітний тим, що він вважається днем початку нової ери і першим днем календаря мая. Крім того, з піраміди робилися багато важливих астрологічних спостережень, що робило її важливою і для сільського господарства, і для системи переконань древньої культури.

## Галерея зображень

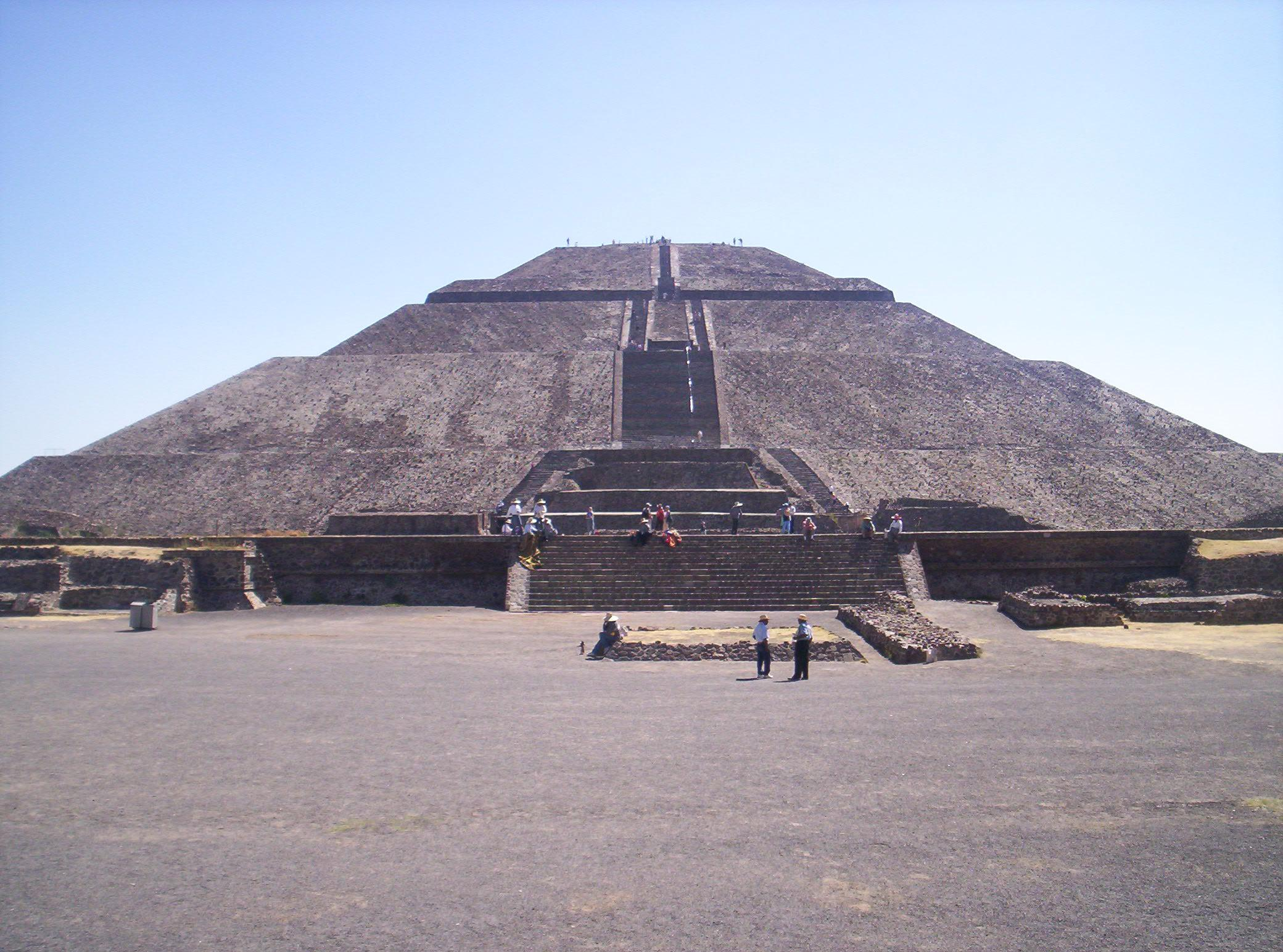
Піраміда Сонця, вигляд спереду
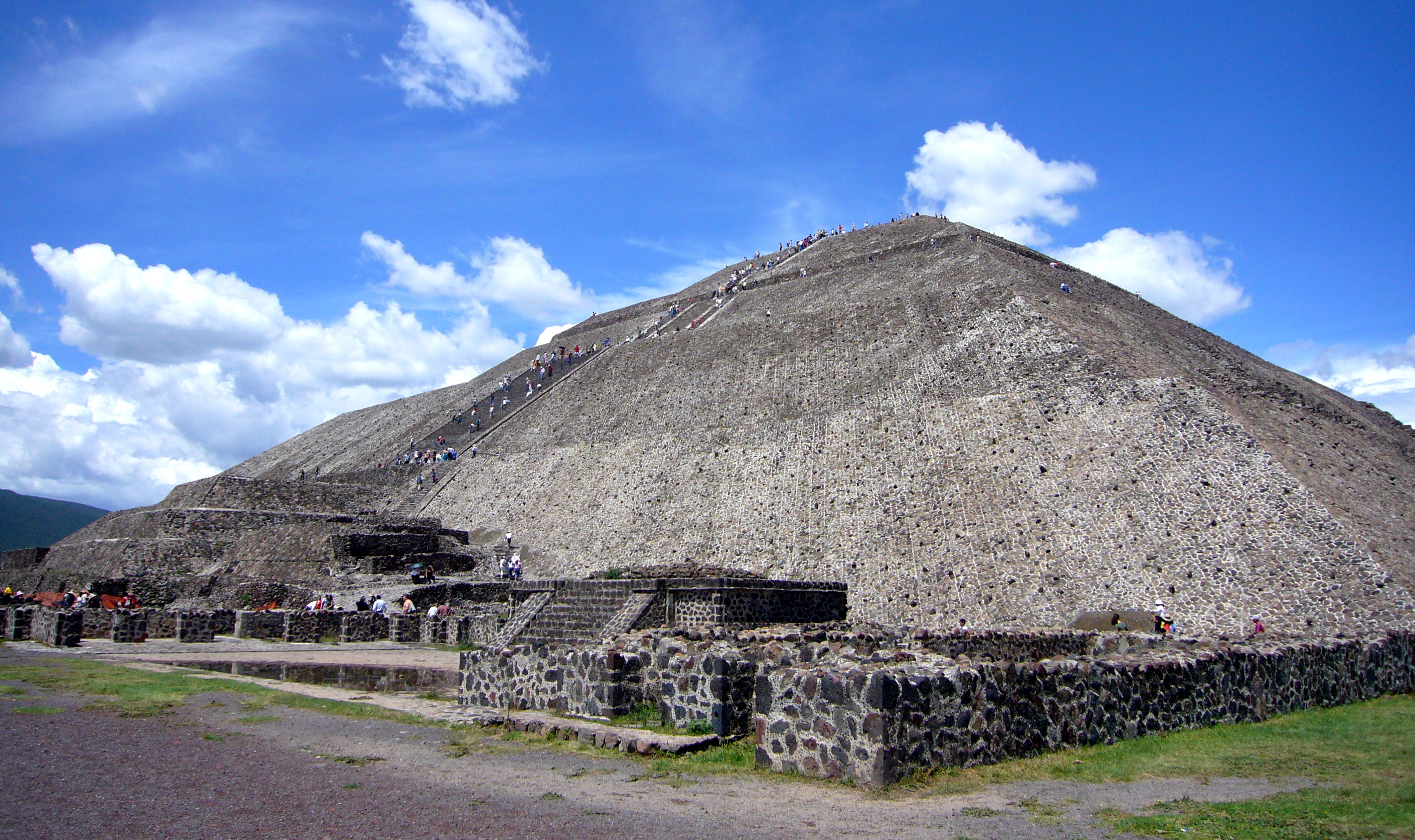
Піраміда Сонця
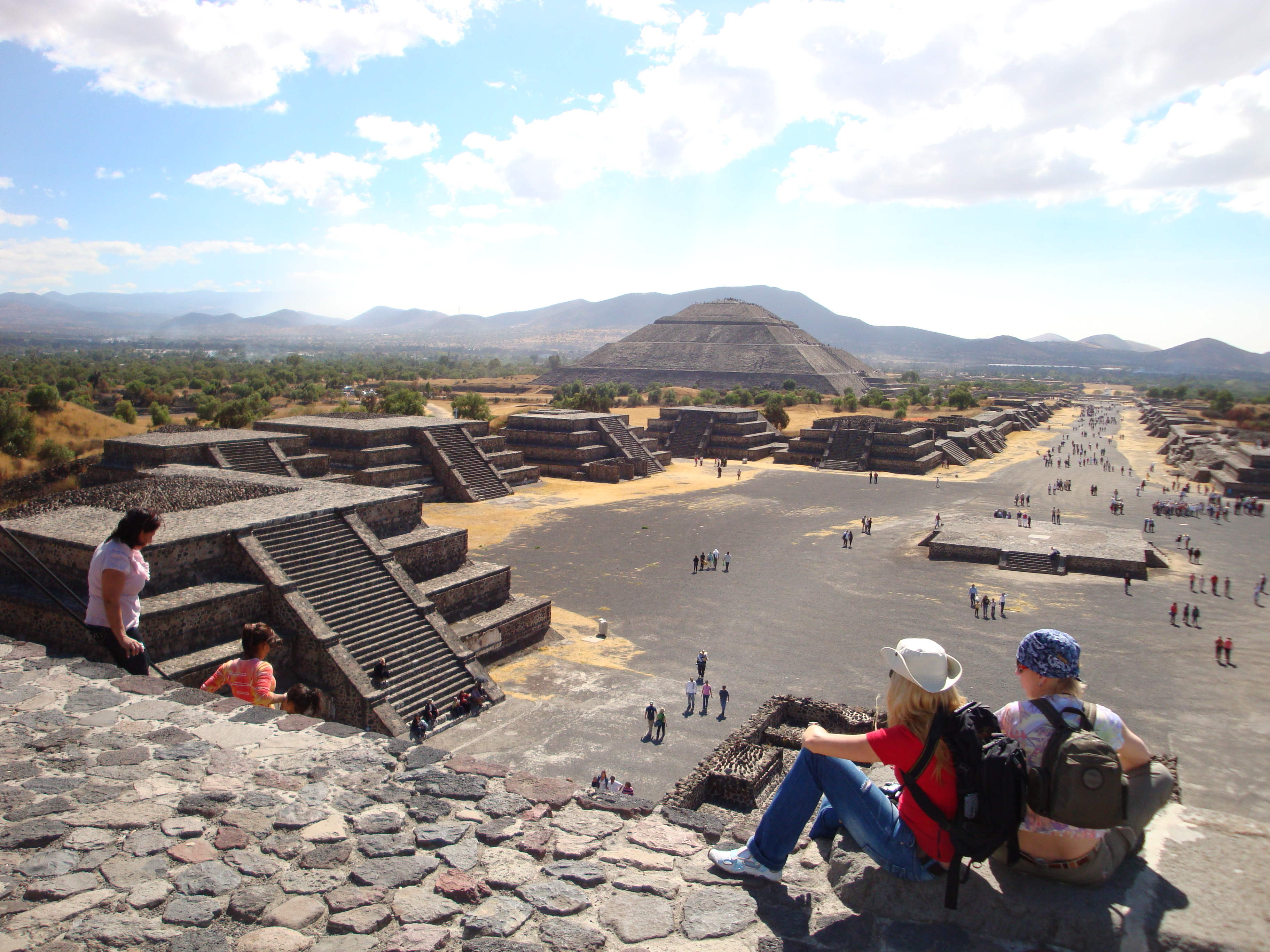
Піраміда Сонця і Дорога Мертвих, Теотіуакан, вид з піраміди Місяця

## Інтернет-ресурси
- Відвертість пірамід (історична розвідка)